# Bythinella drimica
Bythinella drimica е вид охлюв от семейство Hydrobiidae. Видът не е застрашен от изчезване.

## Разпространение и местообитание
Разпространен е в Албания, Северна Македония и Сърбия (Косово).
Обитава сладководни басейни и реки.

## Описание
Популацията на вида е стабилна.